# 깔때기빵
깔때기빵(---pão)은 반죽 튀김 후식의 하나로, 미국에서는 퍼널 케이크(영어: funnel cake) 또는 드레히더쿠헤(펜실베이니아 독일어: Drechderkuche)로 불리며, 비슷한 음식이 독일에서는 슈트라우벤(독일어: Strauben), 핀란드에서는 티파레이패(핀란드어: tippaleipä)라 불린다. 스웨덴에서는 "핀란드식 스트루바(스웨덴어: Finsk struva)"라 부르기도 한다. 미국에서는 사육제나 정기시 등 행사가 있을 때 파는 길거리 음식이다.

## 만들기
슈 페이스트리 같은 밀가루 반죽물을 뜨거운 식용유에 조금씩 둘러 부어 튀긴다. 고르게 부으려고 흔히 깔때기를 사용한다. 노릇노릇하게 튀겨지면 가루 설탕을 뿌려 내거나 잼, 계피, 초콜릿, 과일, 아이스크림 등을 토핑하기도 한다.

## 같이 보기
- 잘레비
- 쿠무쿤시
- 반죽 튀김 목록